# Konrad I. von Riddagshausen
Konrad von Riddagshausen († 17. Juli 1172 in Tyrus, Palästina) war von 1164 bis 1172 Bischof von Lübeck.

## Leben und Wirken
Konrad war seit 1150 Abt des Klosters Riddagshausen, als er 1164 nach dem Tod seines Bruders Bischof Gerold von Heinrich dem Löwen zum Nachfolger als Bischof in Lübeck eingesetzt wurde. In den Jahren 1165/66 übernahm er gemeinsam mit Graf Bernhard von Ratzeburg eine Gesandtschaft zum dänischen Königshof, um ein Zusammentreffen zwischen König Waldemar und Heinrich dem Löwen zu arrangieren. In dem Konflikt um die Wahl von Papst Alexander III. stellte sich Konrad auf dessen Seite, da Alexander wie er dem Zisterzienserorden angehörte. Dadurch und durch seine Verwicklungen infolge des Aussterbens der Grafen von Stade und in die territorialen Auseinandersetzungen mit dem Erzbistum Bremen unter Erzbischof Hartwig I. geriet Konrad in einen Loyalitätskonflikt zu Heinrich dem Löwen und Kaiser Friedrich I. Da Konrad im Jahr 1167 Heinrich den Lehnseid verweigerte, wurde er von diesem bis 1168 am Betreten seines Bistums gehindert und suchte Zuflucht in Magdeburg. Durch die Vermittlung des Kaisers söhnte er sich 1168 mit dem Herzog aus und erkannte dessen herzogliche Rechte an. In seine Amtszeit fällt im Jahr 1170 der Bau der Petrikirche in Lübeck, die er dem dortigen Domkapitel überließ. Konrad begleitete Heinrich den Löwen 1172 auf seiner Pilgerreise in das Heilige Land, wo er auf dem Rückweg in die Heimat verstarb. Sein Nachfolger wurde Bischof Heinrich I. von Brüssel.